# Cargo Edition
Cargo Edition ist ein im Jahr 2006 in Leipzig gegründetes Label für elektronische Tanzmusik, im Speziellen technoorientierter House.

## Geschichte
Es wurde vom DJ und Musikproduzenten Matthias Tanzmann als Sublabel von Moon Harbour Recordings ins Leben gerufen, um neben dem House-Label eine Plattform für technoorientierte Musik zu bieten. Cargo Edition entwickelte sich im Laufe der Jahre zu einem eigenständigen Label mit einem durch die eigenen Artists geprägten Profil.
Mit Michael Melchner, Vera Heindel, Ekkohaus, Sven Tasnadi, Markus Schatz und Juno6 konnte Cargo Edition seit 2006 einen festen Künstlerstamm aufbauen. Die stilistische Bandbreite des Sounds reicht von den vielschichtigen, melodiösen Tracks von Sven Tasnadi und Juno6 über den funktionalen House von Ekkohaus und die detailliert ausgearbeitete Ästhetik, wie sie bei Produktionen von Michael Melchner zu finden ist, bis hin zu den reduzierten, trockenen Grooves, wie man sie von Vera kennt.
Die A&R des Labels übernimmt der Gründer Matthias Tanzmann.
Auf Cargo Edition wurden bisher 24 EPs veröffentlicht (Stand Januar 2015).